# 尼古拉·拉真
尼古拉·拉真（羅馬化：Nikola Rađen，1985年1月29日—），塞尔维亚男子水球运动员。他曾代表塞尔维亚国家队参加2008年和2012年夏季奥林匹克运动会水球比赛，获得二枚铜牌。